# Rin Tin Tin
Rin Tin Tin (n. septembrie 1918 – d. 10 august 1932) a fost un câine ciobănesc german care a apărut în mai multe filme din anii 1920. A fost salvat în timpul Primului Război Mondial de caporalul american Lee Duncan, care l-a dresat și a obținut roluri pentru Rin Tin Tin în mai multe filme mute. 
Rin Tin Tin s-a dovedit a fi un real succes, jucând în 27 de producții hollywoodiene. Alături de Strongheart, un alt ciobănesc german, a reușit să-și facă rasa cunoscută în Statele Unite. În anul 1929, la prima ediție a Premiilor Oscar, Rin Tin Tin ar fi primit cele mai multe voturi la categoria Cel mai bun actor, dar Academia a hotărât să acorde premiul unui om pentru a nu-și pierde din credibilitate.

## Filmografie
Filmografia lui Rin Tin Tin conform IMDB.
- The Man from Hell's River (1922)
- My Dad (1922)
- Where the North Begins (1923)
- Shadows of the North (1923)
- Find Your Man (1924)
- The Lighthouse by the Sea (1924)
- Tracked in the Snow Country (1925)
- Below the Line (1925)
- Clash of the Wolves (1925)
- The Night Cry (1926)
- A Hero of the Big Snows (1926)
- While London Sleeps (1926)
- Hills of Kentucky (1927)
- Tracked by the Police (1927)
- Jaws of Steel (1927)
- A Dog of the Regiment (1927)
- A Race for Life (1928)
- Rinty of the Desert (1928)
- Land of the Silver Fox (1928)
- The Million Dollar Collar (1929)
- Frozen River (1929)
- Tiger Rose (1929)
- The Lone Defender (1930)
- On the Border (1930)
- The Man Hunter (1930)
- Rough Waters (1930)
- The Lightning Warrior (1931)

## Legături externe
- Site web oficial
- Rin Tin Tin la Internet Movie Database